# フィリップ・レーナルト
フィリップ・エドゥアルト・アントン・フォン・レーナルト（ドイツ語: Philipp Eduard Anton von Lenard, 1862年6月7日 – 1947年5月20日）はハンガリーのポジョニ 出身のドイツの物理学者である。ハンガリー名レーナールド・フュレプ・エデ・アンタル（Lénárd Fülöp Ede Antal）。陰極線の研究で1905年にノーベル物理学賞を受賞した。また、熱心な反ユダヤ主義者だったことでも知られている。

## 前半生
1862年7月7日、オーストリア帝国のハンガリー王国プレスブルク/ポジョニ（現在のスロバキアのブラチスラヴァ）に生まれる。両親はチロル州から17世紀に移住してきたドイツ人の家系で、ワイン商を営んでいた。レーナルトは Royal Hungarian Gymnasium でハンガリー語を学んだが、自伝でも書いているようにその経験（特に Virgil Klatt という先生の影響）が人格形成に大きく影響している。若いころのレーナルトは熱心なマジャル人国家主義者だった。言語としてはハンガリー語が好きで、主に居住していたハンガリー地方にドイツ風の地名をつけることには激しく反対した。自らはハンガリー風に "Fülöp Lenard" あるいは "Lenardi" と名前を綴っていた。1880年、ウィーンとブダペストで物理学と化学を学んだ。1882年にはブダペストを離れプレスブルクに戻ったが、ブダペスト大学での助手の職につこうとして断わられ、1883年にハイデルベルクに引っ越した。ハイデルベルクでは有名なロベルト・ブンゼンに師事し、1学期だけベルリンのヘルマン・フォン・ヘルムホルツに学び、1886年に博士号を取得した。1887年、ブダペストでエトヴェシュ・ロラーンドの助手となる。その後、アーヘン大学、ボン大学、ヴロツワフ大学、ハイデルベルク大学 (1896–1898)、キール大学 (1898–1907) に勤め、1907年にはハイデルベルク大学に創設されたフィリップ・レーナルト研究所の所長に就任した。1905年にはスウェーデン王立科学アカデミーの会員、1907年にはハンガリー科学アカデミーの会員に選ばれている。
初期には、燐光やルミネセンス、炎の伝導率なども研究していた。

## 物理学への貢献

### 陰極線と光電効果の研究
レーナルト最大の業績は1888年から始めた陰極線の研究である。それ以前の陰極線は、ある程度真空に近づけたガラス管に金属電極を配し、そこに高電圧を印加することで発生させていた。したがって陰極線は封印されたガラス管の中にあり、しかもガラス管内には空気の分子もあるため、直接的な研究が難しかった。レーナルトはガラス管に小さな金属箔の窓（レーナルトの窓）を設置し、圧力差に耐えられる程度に厚いが陰極線が通過する程度には薄いものにすることで、この問題を解決した。これをレーナルト管と呼ぶ。これを使って陰極線をその窓から実験室内に出したり、別の完全に真空にした部屋に出したりすることができるようになった。これによって燐光物質を塗布した紙を使った陰極線の検知が容易になり、その強度も測定できるようになった。
レーナルトは、陰極線の吸収の度合いが通過する物質の密度と比例することに気づいた。これは陰極線が電磁放射の一種だという説を否定するかに思われた。また、通常の空気中では数インチしか通過できないことを発見し、空気中の分子よりも小さい粒子が空気の分子にぶつかって散乱しているのではないかと考えた。ジョゼフ・ジョン・トムソンの成果も考慮して、陰極線は負に帯電したエネルギー粒子の流れだという結論に達した。彼はヘルムホルツに倣ってこれを "quanta of electricity" または単に "quanta"（量子）と名付けた。一方ジョゼフ・ジョン・トムソンは "corpuscle" と名付けたが、最終的には "electron"（電子）と呼ばれるようになった。自身の陰極線を金属に吸収させる実験や先人の成果からレーナルトは、電子が原子を構成する一部であり、原子の大部分は何もない空間から成っているという正しい推論を行った。
クルックス管を使った研究では、真空中の金属に紫外線を照射した際に生じる放射線（光電効果）が陰極線と同じであることを示した。特にその放射線のエネルギーが照射する光の強さとは無関係だが、光の波長が短いほど強くなることを発見した。後にこれを量子効果として説明付けたのがアルベルト・アインシュタインである。その理論では、陰極線エネルギーと光の波長をグラフにプロットしたとき、その傾斜がプランク定数 h と等しくなると予測されていた。これは数年後に事実であることが判明している。アインシュタインは光電効果の研究でノーベル物理学賞を受賞している。

### 大気電気学
1892年、レナード効果と呼ばれるようになる現象を発見した。これは水滴が落下中に微粒化するとき、帯電するという現象である。但し、正確には「発見した」のではなく、以前から知られていたこの現象を物理学的に説明したというのが正しい。
彼は様々な大きさと形状の水滴を研究し、水粒子を数秒間一定の位置に保つことができる斬新な風洞を建設した。大きな水滴が涙状の形ではなくハンバーガーのような形であることを最初に明らかにしたのもレーナルトである。

## 「ドイツ物理学」と反ユダヤ主義
レーナルトは研究の業績のほかに、いくつかの行動によって悪名を残している。レントゲンがX線の発見に際してレーナルト管を用いたのに、レーナルトの名を引用しなかったことに激しく怒った。
レーナルトはドイツ・ナショナリズムの熱心な信奉者としても記憶されており、ドイツからアイデアを盗んだとしてイギリスの物理学を軽蔑していた。また、電流の単位としてフランスの物理学者アンドレ＝マリ・アンペールに因んだアンペアを用いることを気に入らず、その代わりにドイツの物理学者ヴィルヘルム・ヴェーバーの名を用いるよう指示し、ハイデルベルクの研究所にある全ての機器の単位をヴェーバーに書き換えさせたというエピソードが残る（なお、ヴィルヘルム・ヴェーバーに因んだ「ウェーバ」は磁束の単位である）。早くから国家社会主義ドイツ労働者党の党員になっており、ナチス・ドイツ時代には非科学的な「ドイツ物理学」を提唱し、「ユダヤ物理学」は人を惑わす間違った学問だとして無視した。これは主にアルベルト・アインシュタインの相対性理論を指しての言である。アドルフ・ヒトラーの科学顧問として、ナチスのドイツ物理学部門の代表となった。
1933年に出版した "Great Men in science, a History of scientific progress"（科学の偉人たち 科学発展の歴史）から、科学者たちについてのレーナルトの見方がうかがえる。なお、この本は エドワード・アンドレード の序文付きで英訳され、第二次世界大戦後も世界各地の大学で広く読まれた。レーナルトがアインシュタインやキュリーをその本に含めなかった点について、Andrade は「この作者のような個性の強い人は、個人的判断を強く主張する傾向がある」と注記している。1954年の英語版のページ xix には次のような出版社による注記がある。

レーナルト教授の科学の先人たちについての研究は、深い知識と見事なバランスを示しているが、彼の同時代の科学者については個人的偏見に判断を動かされる傾向があった。彼が存命だったなら、最近の研究に基づいた改訂に同意しなかっただろう。

レーナルトは1931年、ハイデルベルク大学の理論物理学教授職を引退した。その後は名誉教授となったが、1945年に連合国に占領されると、その職を追われた。1947年、メッセルハウゼンで死去。

## 受賞歴
- ランフォード・メダル (1896) - 王立協会
- マテウチ・メダル (1896) - イタリア科学アカデミー
- フランクリン・メダル (1932) - Franklin Institute
- ノーベル物理学賞 (1905)

## 著作
- Lenard, Philipp (1906) (German). Über Kathodenstrahlen (On Cathode Rays)
- Lenard, Philipp (German). Über Aether und Materie (On Aether and Matter)
- Lenard, Philipp (1914) (German). Probleme komplexer Moleküle (Problems of complex molecules)
- Lenard, Philipp (1918) (German). Quantitatives über Kathodenstrahlen
- Lenard, Philipp (1918) (German). Über das Relativitätsprinzip (On the Principle of Relativity)
- Lenard, Philipp (1921) (German). Aether und Uraether
- Lenard, Philipp (1930) (German). Grosse Naturforscher
- Lenard, Philipp (1931) (in German). Erinnerungen eines Naturforschers. New edition: Erinnerungen eines Naturforschers - Kritische annotierte Ausgabe des Originaltyposkriptes von 1931/1843 (Arne Schirrmacher, ed.). Spinger Verlag, Heidelberg 2010, 344 pages, ISBN 978-3-540-89047-8, e-ISBN 978-3-540-89048-5.
- Lenard, Philipp (1933). Great Men of Science. London: G. Bell and sons. OCLC 1156317
- Lenard, Philipp (1936) (German). Deutsche physik in vier bänden. J.F. Lehmann. OCLC 13814543